# Dave Pen
Dave Pen, de son vrai nom David Penney, est un musicien et chanteur anglais, né le 15 avril 1977. Il est l'un des deux fondateurs du groupe BirdPen, et fait partie du collectif anglais Archive.

## Parcours musical
En 1999, il rencontre Darius Keeler et Danny Griffiths, les deux fondateurs du groupe Archive, dont il devient l'ami proche. En 2004, il est invité à rejoindre le groupe pour assurer les parties vocales de Craig Walker qui venait de quitter le collectif. Penney a ensuite participé à l'enregistrement des albums suivants du groupe, sa première contribution étant sur Lights, sorti en 2006. Il a également participé aux albums qui ont suivi, dont Controlling Crowds en 2009, Controlling Crowds Part IV en 2009 et With Us Until You're Dead en 2012 en plus de You All Look The Same To Me. En plus de chanter, il participe à l'écriture, joue de la guitare et également des percussions sur certains morceaux.
En 2011, il participe en tant que chanteur à l'enregistrement de cinq titres du deuxième album de Robin Foster, Where Do We Go From Here?.
En 2015, il retrouve Robin Foster pour enregistrer le premier album de We Are Bodies, leur nouveau projet commun.

## Carrière sportive
En septembre 2017, Dave Pen participe à l'Ultra-Trail du Mont-Blanc (170 km - d+10000m) à Chamonix. Il termine le parcours en 43 h 19 min.